# Magiritsa

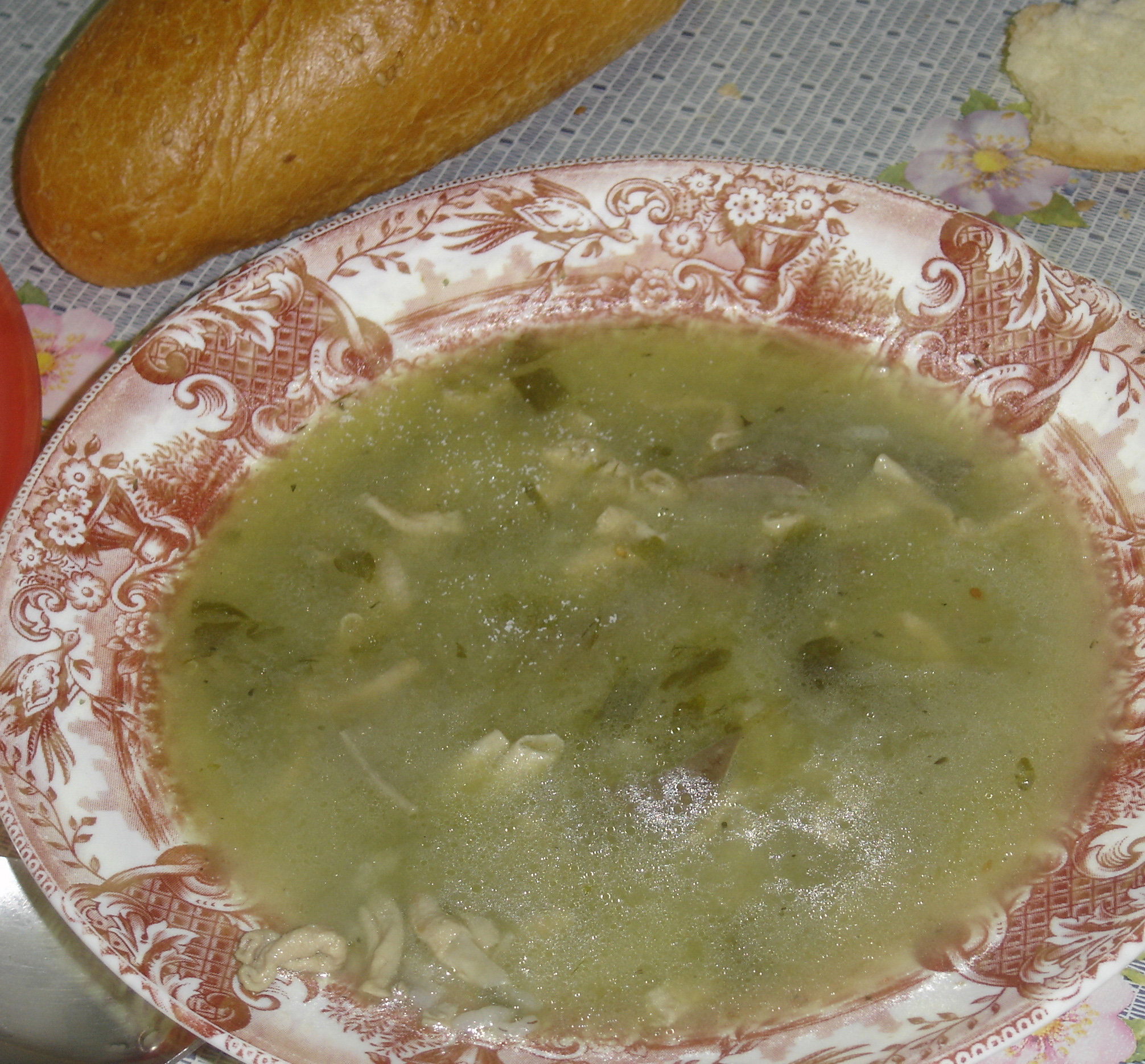
Magiritsa

Magiritsa (griechisch μαγειρίτσα) ist die traditionelle griechische Ostersuppe, die nach dem mitternächtlichen Ostergottesdienst am frühen Ostersonntag auf den Tisch kommt.
Diese recht dicke, säuerlich schmeckende Suppe war im gesamten griechischen Raum das erste Fleischgericht nach der Fastenzeit und ermöglichte es auch, die schnell verderblichen Innereien der frisch geschlachteten Lämmer zu verwerten.

## Zubereitung
Die Zubereitung variiert regional, immer sind aber Lammleber, Reis, Frühlingszwiebel und Dill die Hauptbestandteile. Gewürzt wird meist nur mit Lorbeerblättern, Salz und Pfeffer. Die säuerliche Geschmacksnote entsteht durch das Hinzufügen einer Zitronensoße (griechisch Αυγολέμονο). Häufig werden auch andere Innereien des Schafes wie Nieren, die Milz oder fein geschnittene Kutteln verwendet. Zur frühmorgendlichen Magiritsa wird frisch gebackenes Brot gegessen.